# Lijst van voetbalinterlands Cyprus - Joegoslavië
Deze lijst van voetbalinterlands is een overzicht van alle officiële voetbalwedstrijden tussen de nationale teams van Cyprus en Joegoslavië. De landen hebben vier keer tegen elkaar gespeeld. De eerste ontmoeting was een kwalificatiewedstrijd voor het Europees kampioenschap voetbal 1980 in Nicosia op 1 april 1979. Het laatste duel, een kwalificatiewedstrijd voor het Wereldkampioenschap voetbal 1990, vond plaats op 28 oktober 1989 in Athene (Griekenland).

## Wedstrijden
| № | Plaats   | Datum            | Competitie           | Wedstrijd            | Uitslag |
| - | -------- | ---------------- | -------------------- | -------------------- | ------- |
| 1 | Nicosia  | 1 april 1979     | EK 1980 kwalificatie | Cyprus − Joegoslavië | 0 − 3   |
| 2 | Novi Sad | 14 november 1979 | EK 1980 kwalificatie | Joegoslavië − Cyprus | 5 − 0   |
| 3 | Belgrado | 11 december 1988 | WK 1990 kwalificatie | Joegoslavië − Cyprus | 4 − 0   |
| 4 | Athene   | 28 oktober 1989  | WK 1990 kwalificatie | Cyprus − Joegoslavië | 1 − 2   |

## Samenvatting
| Competitie      | Totaal gespeeld | Winst Cyprus | Gelijk | Winst Joegoslavië | Doelsaldo Cyprus – Joegoslavië |
| --------------- | --------------- | ------------ | ------ | ----------------- | ------------------------------ |
| WK-kwalificatie | 2               | 0            | 0      | 2                 | 1 − 6                          |
| EK-kwalificatie | 2               | 0            | 0      | 2                 | 0 − 8                          |
| Totaal          | 4               | 0            | 0      | 4                 | 1 − 14                         |

Wedstrijden bepaald door strafschoppen worden, in lijn met de FIFA, als een gelijkspel gerekend.